# Rabbis for Human Rights

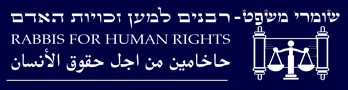
Beeldmerk van Rabbis for Human Rights

Rabbis for Human Rights (RHR; Nederlands: Rabbijnen voor Mensenrechten) is een Israëlische ngo van rabbijnen en rabbijnstudenten uit diverse joodse tradities, die zich tot taak heeft gesteld de mensenrechten in Israël en de Palestijnse gebieden te verbeteren en te beschermen. RHR werd opgericht in 1988 en is gevestigd in Jeruzalem.
De organisatie wordt gedreven door de diep gegronde joodse waarden van rechtvaardigheid, waardigheid en gelijkwaardigheid.
RHR brengt op halfjaarlijkse en jaarlijkse basis verslagen uit.

## Missie
De missie van de rabbijnen is om de fundamentele rechten van alle mensen hoog te houden, daarbij geïnspireerd door de ethiek van de joodse leer. Ze geloven dat elk individu is geschapen naar het beeld van God en verdient te leven met waardigheid en respect. Dit geloof leidt hun pleitbezorging, onderwijs en directe acties.

## Activiteiten
De activiteiten van RHR zijn veelomvattend en invloedrijk:
1. Beschermende aanwezigheid: in conflictgebieden, in het bijzonder gedurende het seizoen van de olijfoogst. Door Palestijnse boeren te begeleiden helpen de rabbijnen om geweld en aanvallen te voorkomen, opdat ze op een veilige manier toegang hebben tot hun land en er veilig kunnen werken.
2. Humanitaire hulp: RHR heeft op zich genomen om humanitaire hulp te verlenen aan gemeenschappen in nood. Dat behelst ook het uitdelen van voedsel en andere essentiële benodigdheden aan degenen die te lijden hebben van kolonistengeweld en onder bezetting leven.
3. Initiatieven voor sociaal recht: Rabbijnen pleiten voor de rechten voor asielzoekers, arbeidsmigranten en andere gemarginaliseerde bevolkingsgroepen in Israël. Hun werk in de Knesset betreft druk uitoefenen voor eerlijk en correct politiewerk, en te verzekeren dat alle inwoners van Israël een gelijke behandeling en kansen krijgen.
4. Dialogen tussen religies en groepen: RHR stimuleert dialogen en samenwerking bij verschillende religieuze en etnische groepen, door  wederzijds begrip en respect aan te moedigen. Hun doel is een meer inclusieve en vreedzame maatschappij.
5. Educatieprogramma's: RHR heeft het op zich genomen het publiek te onderwijzen over mensenrechten met een joodse ethische bril. De programma's omvatten lezingen, workshops en cursussen op scholen, synagogen en gemeenschappen om een cultuur van bewustheid en actie te kweken.
6. Rabbijnennetwerk: RHR onderhoudt een sterk netwerk van rabbijnen overal in Israël en wereldwijd.

### Enkele voorbeelden
ad 1: 
- Rabbis van RHR bezoeken tijdens de olijfoogst regelmatig Palestijnse dorpen op de Westelijke Jordaanoever om daar als 'menselijk schild' te fungeren tegen kolonisten die de Palestijnse boeren aanvallen.[2] Daarbij worden de rabbijnen zelf ook vaak aangevallen.[3]
- RHR plant regelmatig, samen met Israëli's en Palestijnen, gedoneerde olijfbomen in de Palestijnse dorpen op de Westelijke Jordaanoever en in de niet-erkende bedoeïenendorpjes in de Negev. In februari 2020 verklaarde het Israëlisch defensieleger het gebied, waar 200 activisten samen met Palestijnse boeren olijfbomen zouden planten ter gelegenheid van de Joodse feestdag waarop het begin van herleving en natuur wordt gevierd, tot 'gesloten militaire zone'.[4]

ad 6:
In januari 2019 werd het resultaat van een diepgaand onderzoek over Israëls bestuur op de Westelijke Jordaanoever uitgebracht. Het was uitgevoerd door de onderzoeksafdeling van RHR en gebaseerd op dozijnen aan bronnen. Daaruit bleek dat Israëls bestuur het derde meest ernstige geval van institutionele discriminatie te zijn in de democratische en quasi-democratische wereld.
Bij enkele van deze activiteiten in Palestina en Israël werkt RHR samen met de Wereldraad van Kerken, zoals bij het Ecumenical Accompaniment Programme in Palestina en Israël (EAPPI)